# مایکل مارولانی
مایکل مارولانی (انگلیسی: Mickael Marolany؛ زادهٔ ۱۳ آوریل ۱۹۷۵) بازیکن فوتبال اهل فرانسه است.